# Neoalosterna capitata
Neoalosterna capitata là một loài bọ cánh cứng trong họ Cerambycidae.